# オオヒョウタンゴミムシ
オオヒョウタンゴミムシScarites sulcatus (Olivier,1795)は、甲虫目オサムシ科の昆虫で、肉食性。海岸や河原の砂地に深い穴を掘り、そこを住処とする。ジャン・アンリ・ファーブルは、以下に示すオオヒョウタンゴミムシの近縁種を使い、以下に示す「擬死」について研究している。大きさは30～43mm。最大で50㎜に達する個体もいる。
日本では本州、四国、九州に見られるが、海浜の開発などの影響で生息地が減少している。

## 全体の特徴
体は黒色で、前胸と胴体の間にくびれがある。これは狭い穴の中で暮らすのに大いに役立つ。鋭い大顎で昆虫や小動物、主にコガネムシやカミキリムシ、ゴミムシダマシといった動きの遅い大型の甲虫を襲って食べる他、それらや様々な動物の死骸も好む。
人間相手でも前胸をもたげ、大顎を開いて威嚇し、指を近づければ噛みつこうとする等、気性は他のヒョウタンゴミムシと比べても荒く、オオヒョウタンゴミムシ同士でも互いに挟み合って縄張り争いを行う事も珍しくない。
クワガタ等と同様に雌と比べ、雄の方が大顎が長く、体自体も一回り大きい個体が多い。

## 落とし穴作りと捕食
海岸や河原の砂地に穴を掘るが、出入り口はアリジゴクのようなすり鉢状に作る。オオヒョウタンゴミムシは落とし穴の広がった部分（上の方）で大顎を開いて待ち構え、近づいてくる、または落ちてくる獲物を捕らえる。近づいてくる際はヒョコヒョコ歩いて獲物まで駆けつけ、噛みついて落とし穴まで運ぶ。獲物の息の根を止めるまで噛み続け、息絶えてから食事にかかる。主に夜に狩りを行う。ファーブルは近縁種で以下に示す「擬死」の研究を行ったが、セートの町から友人が送ってきたオオヒョウタンゴミムシの小包の箱の中では、フタホシゴミムシダマシが体の鎧ごと噛み砕かれていたという。

## 近縁種
ヨーロッパには、ファーブルが研究に使用した、「オウシュウオオヒョウタンゴミムシ」と呼ばれる種類がいる。

## ファーブルの「死んだふり」研究
ファーブルは上記のオウシュウオオヒョウタンゴミムシを使い、この虫の擬死について研究を行った。擬死を続けた時間や、他の昆虫が触れた場合等、色々な条件で実験した。ハエが口元に止まる場合、カシミヤマカミキリが踏んづけた場合虫は目を覚まし、眩しい光を当てた場合は飛び起きた。ファーブルはシチメンチョウをはじめとする鳥類に催眠術をかける実験を行ったが、体の小さいカワラヒワは数秒間眠っただけだったという。昆虫の場合も同じようで、オオヒョウタンゴミムシは擬死を行うが、よく似ていて一回り小さ目のスベスベヒョウタンゴミムシは擬死の習性を持たないようだ。なお、ファーブルはヒロツヤタマムシとセンチコガネに、エーテルをかがせて眠らせたが、ヒロツヤタマムシはなかなか目覚めず、目覚めるまでファーブルも殺してしまったかと思ったようだ。なお、体の小さいものの方がなぜ擬死の習性を持たないのかについては不詳だが、体の小さいものはそれだけ活発に動くので、擬死をする事がまずないのかもしれない。